# Cophixalus sphagnicola
Cophixalus sphagnicola är en groddjursart som beskrevs av Richard G. Zweifel och Allison 1982. Cophixalus sphagnicola ingår i släktet Cophixalus och familjen Microhylidae. IUCN kategoriserar arten globalt som livskraftig. Inga underarter finns listade i Catalogue of Life.